# Plätzwiese

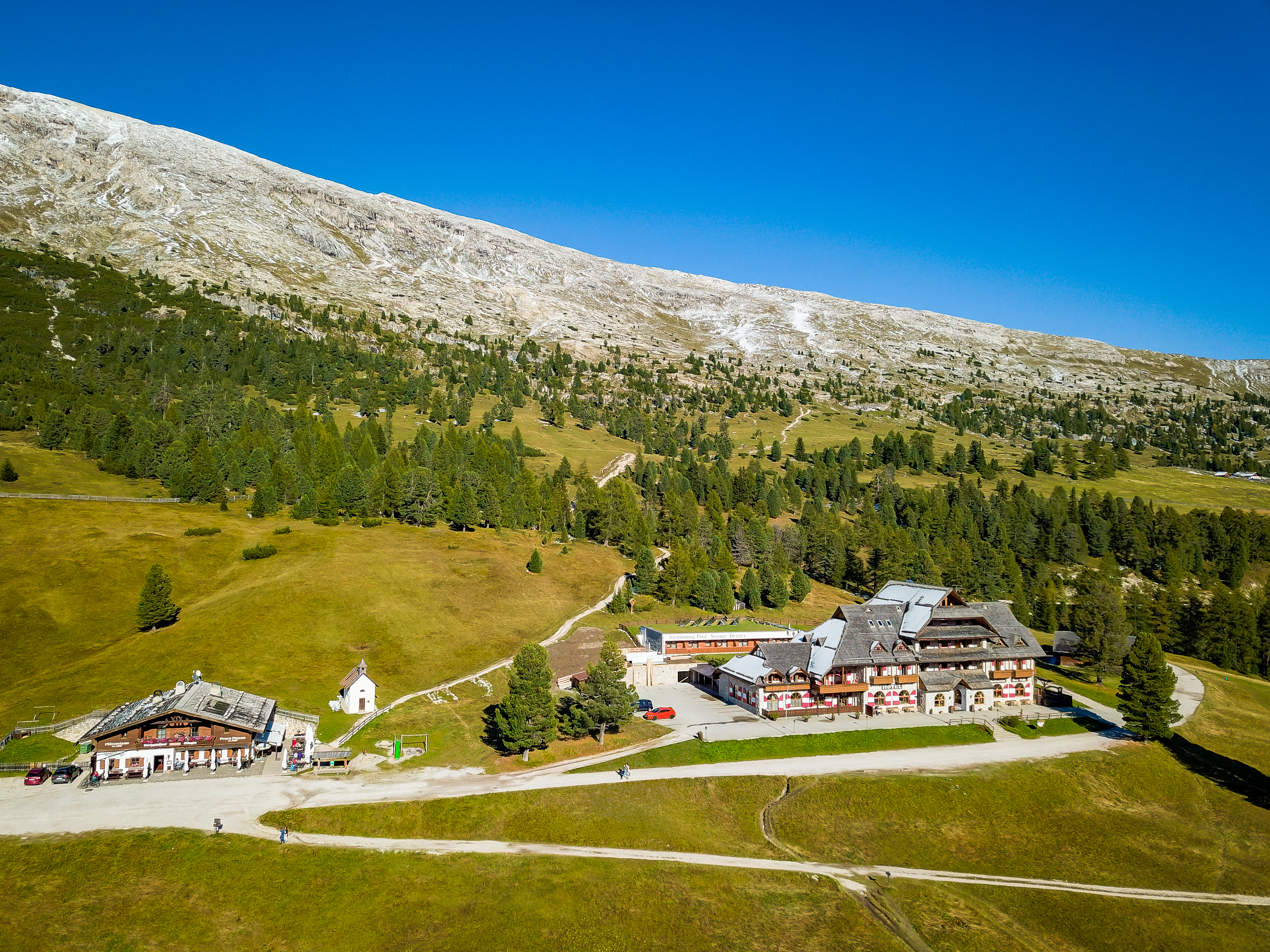
Hostinec Plätzwiese a Hotel Hohe Gaisl

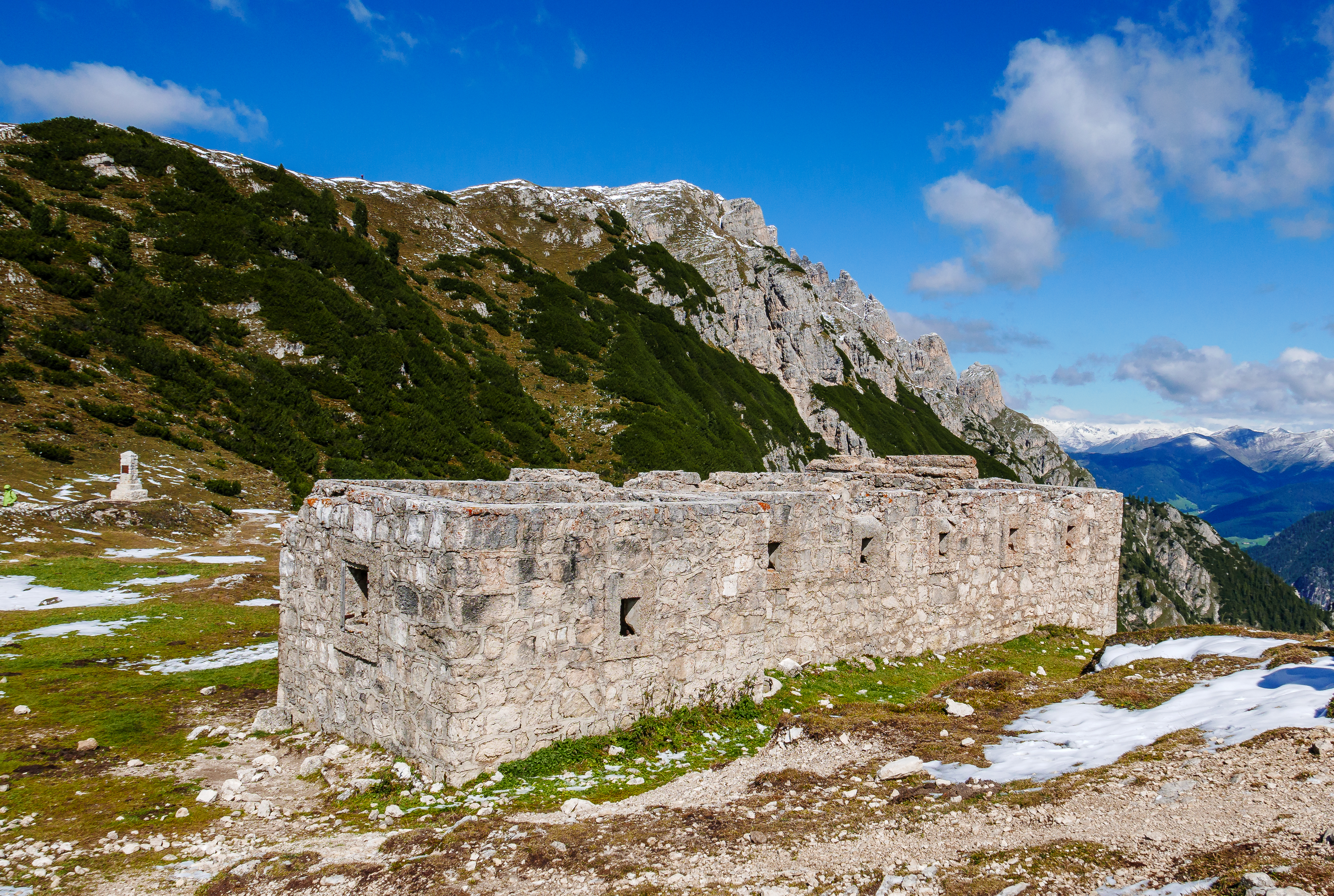
Plätzwiese, zřícenina rakousko-uherské pevnosti Werk Plätzwiese v sedle Strudelkopf

Plätzwiese (italsky Prato Piazza) je hojně navštěvovaná náhorní plošina v Braieských Dolomitech v Jižním Tyrolsku v přírodní přírodním parku Fanes-Sennes-Braies. Náhorní plošinu na jižním konci údolí Braies obklopují horské masivy Hohe Gaisl, Drei Zinnen, Tofana a Monte Cristallo. Na náhorní plošinu se dostanete po placené silnici z obce Braies na severu nebo po neveřejné silnici ze Schluderbachu na jihu. Je mimo jiné výchozím bodem pro pěší turistiku na Dürrenstein a Helltaler Schlechten. V letech 1898 až 1900 postavila firma Musch & Lun hotel Plätzwiese, který byl kolem roku 1900 jedním z nejkrásnějších horských hotelů v Jižním Tyrolsku. Půvabnou budovu bohužel zničil požár. Dnes poskytují ubytování Berggasthof Plätzwiese, hotel Hohe Gaisl a chata Dürrensteinhütte. Na náhorní plošině se nachází zvenčí obnovené rakousko-uherské obranné opevnění Werk Plätzwiese.
Plätzwiese je v zimě také oblíbeným cílem v Alta Pusteria. V tuto dobu se zde nabízí běžecké lyžování a sáňkování. Výstup na Heimkehrerkreuz na 2307 m vysokém Strudelkopfu je možný i v zimě, z chaty Dürrensteinhütte se k tomuto vrcholovému kříži dostanete asi za 40 minut. Chata Dürrensteinhütte a hotel Hohe Gaisl jsou otevřeny i v zimě.

## Historie
Již v listinách z konce 12. století, včetně privilegia císaře Fridricha I. z roku 1187, je Plätzwiese zmiňována jako alpská louka v držení vrchnostenské diecéze Freising nebo její dceřiné nadace, opatství Innichen – odpovídající formy názvu jsou „Pletces“ nebo „Pleces“. To svědčí o raném zemědělském významu a využití horských lokalit, které se staly předmětem vrcholně středověké císařské politiky v alpské oblasti.

Letecký pohled na Plätzwiese v Braieských Dolomitech, v pozadí Monte Cristallo a Hohe Gaisl